# Finançament dels partits polítics francesos
El finançament dels partits polítics francesos és un conjunt de mitjans que permeten assegurar els recursos financers necessaris per a l'activitat dels partits polítics francesos. Les donacions privades eren al principi rigorosament restringides per limitar la influència de les corporacions sobre els càrrecs electes. Això va comportar una disminució significativa del sector privat i molts partits van utilitzar fonts il·legals de finançament (treballs ficticis, sobre-facturació, xarxes franco-africanes...). Per remeiar aquesta situació, el legislador ha establert un finançament públic on la quantitat varia d'acord amb els últims resultats electorals.
Avui dia aquest finançament està regulat per la Llei número 90-55 del 15 de gener de 1990, que modifica la Llei número 88-227 d'11 de març de 1988. La Comissió de la transparència financera de la vida política (CTFVP) i la Comissió Nacional de Comptes de Campanya i de Finançaments Polítics (CNCCFP) són responsables de supervisar les finances dels partits polítics. El control es facilita en la mesura que obliga a cada part a confiar els fonts en efectiu a una associació financera o agent financer, que pot ser un individu. Aquests han de ser acceptats per la CNCCFP. Les infraccions de les normes comptables són castigades, de vegades penalment.

## Finançament legal
El finançament legal dels partits polítics francesos està subjecte a la legislació, que s'ha imposat gradualment des de 1988, sota la pressió de diversos afers polítics i financers francesos (Llei d'11 de març de 1988, la Llei de 15 de gener 1990, Llei de 29 de gener de 1993, la Llei de 19 de gener de 1995). El legislador ha prohibit les donacions de particulars des de 1995.

### Abans de 1988
Abans de 1988, el finançament de les campanyes electorals no estava regulat. Els partits polítics francesos reconeguts per la  Constitució no tenien cap estatut. Com els candidats a les eleccions, els partits en principi vivien de les contribucions dels militants.
En realitat, s'havien posat en marxa mecanismes ocults de finançament il·legal dels partits polítics. Els partits rebien donacions il·legals d'empreses a canvi de contrapartides (permisos administratius, contractes d'equipaments, etc.).
No corresponent-se als objectius socials d'aquestes empreses, aquests dons constituïen un abús.

### Llei d'11 de març de 1988
Votada en les darreres setmanes de la primera cohabitació, la Llei d'11 de març de 1988 promulga les primeres regles de finançament de la vida política. El primer ministre Jacques Chirac, és l'impulsor de la llei que havia estat sol·licitada pel president François Mitterrand, en el context de "l'afer Luchaire".
La llei d'11 de març de 1988 estableix el principi de finançament públic dels partits polítics, però reservat només als partits representats a l'Assemblea Nacional i al  Senat. Reconeix als candidats a les  eleccions legislatives i les  eleccions presidencials la possibilitat de rebre donacions i estableix el límit màxim de despeses electorals.

### Llei de 15 de gener de 1990
Votada en el context de l'afer Urba, la llei de 15 de gener de 1990, llei  Rocard, "esborra" tots els delictes comesos abans de 15 juny 1989 en relació amb el finançament directe o indirecte de les campanyes electorals o partits polítics o agrupacions polítiques". La llei estén el límit a tot tipus d'eleccions i obre el finançament públic dels partits polítics no representats al  Parlament. Es permet a les parts per beneficiar del finançament privat en els límits financers. Una entitat jurídica, però, no pot pagar més de 500.000 francs (74,626 euros) per any als partits polítics. Una Comissió Nacional per a la Comptes de Campanya i de Finançaments Polítics es va establir per supervisar l'aplicació de la llei.

### Llei de 29 de gener de 1993
En la tardor de 1992, el govern socialista (1988-1993) presenta un projecte de llei que prohibeix a les entitats jurídiques (especialment les empreses) fer donacions, tant als candidats com als partits polítics. No obstant això, el Parlament està a favor de mantenir el finançament privat dels partits per les entitats jurídiques fixant un límit més estricte a la recerca d'una major transparència. Ara els comptes de la campanya i els comptes anuals dels partits han d'incloure una llista de les empreses que han donat subvencions així com la quantia.

### Llei de 19 de gener de 1995
El President de l'Assemblea Nacional, Philippe Séguin, és l'impulsor de la llei de 19 de gener de 1995, redactada a partir de les conclusions del Grup de Treball que havia creat a la tardor de 1994 després de la dimissió de tres ministres del govern d'Edouard Balladur acusats d'afers politicofinancers: Alain Carignon, Michel Roussin i Gerard Longuet.
Es prohibeix les donacions corporatives a partits polítics francesos. Aquesta prohibició s'aplica a totes les persones jurídiques que no siguin partits polítics, ja siguin empreses, associacions, fundacions, associacions o autoritats locals. Juntament amb la prohibició del finançament privat a excepció del dels individus, el reemborsament de les despeses de campanya s'incrementa fins al 50% del límit de despesa.

### Arranjaments de 2003
D'acord amb la Llei d'11 de març de 1988, era suficient de presentar almenys 50 candidats en més de trenta departaments metropolitans. Des de 2003, els diners públics només es concedeixen als partits els candidats dels quals, hagin obtingut cada un, com a mínim un 1% dels vots emesos almenys en cinquanta districtes electorals.

### Tipus de finançaments

#### Finançament públic
L'ajuda pública té dos trams:
- El primer - de 33 milions d'euros el 2007 - és proporcional als resultats obtinguts pel partit en la legislatura anterior. Aquest finançament s'assigna a cada partit polític que va presentar candidats que obtingueren cada un com a mínim un 1% dels vots emesos almenys en cinquanta districtes electorals, això significa que cada vot rebut reporta uns 1,70 € (fins a la següent legislatura)[2] Per als partits que van presentar candidats només a territoris d'ultramar, l'accés al finançament públic està condicionat a l'obtenció de com a mínim un 1% dels vots emesos en totes les circumscripcions en què es presentin;
- El segon tram - de 40 milions d'euros el 2007 - és proporcional al nombre de parlamentaris que es declarin inscrits al partit en qüestió.

#### Finançament privat
El finançament privat està subjecte a certes condicions:
- Donacions amb límits (diferents depenent de si el donant és una persona física o una entitat jurídica).
- Prohibició de donacions d'estats estrangers.
- Recurs als xecs a partir d'una certa quantitat de diners.

Aquestes donacions estaven limitades originalment per la llei, a 4500 euros per persona i per any, amb una part deduïble d'imposts. No obstant això, la Llei de finances número 2005-1719 de 30 de desembre de 2005 ha permès que gairebé es doblessin les donacions d'individus en portant el límit a 7.500 euros per persona i per any.
L'1 de setembre de 2010, el Grup Socialista, grup radical, grup ciutadà, diversos d'esquerra i similars de l'assemblea nacional va presentar un projecte de llei "per enfortir els requisits de transparència financera de la vida política" a fi de limitar les donacions d'una mateixa persona "a 7500 euros per un o més partits polítics", per assimilar "les contribucions com un membre d'un partit polític a les donacions a què es refereix l'article 1" i pel que és obligatòria per les associacions financeres i agents financers de per fer pública la llista alfabètica dels generosos donants que van fer donacions de més de 3000 euros".

### Obligacions comptables

#### Limitació de les despeses electorals
Durant l'elecció presidencial, la llei de referèndum número 62-1292 de 6 de novembre de 1962, modificada per la Llei Orgànica número 2001-100 de 5 de febrer de 2002, va introduir a més de les disposicions actuals (associació financera o agent financer, encarregat d'un compte de campanya) un límit de despesa de 13,7 milions d'euros a la primera volta i 18,3 milions d'euros per a la segona volta.
La llei, ja esmentada, de 15 de gener 1990 fixa les modalitats de finançament de les campanyes d'altres eleccions. En cas de violació, la Comissió Nacional de Comptes de Campanya i de Finançaments Polítics (CNCCFP) ha de demanar la intervenció del Consell Constitucional.

#### Declaracions de situació patrimonial
Els candidats a president han d'adreçar una declaració a carta tancada al Consell Constitucional. Només es publica aquella del guanyador de l'elecció.
Els membres del Govern i alguns càrrecs electes (presidents de consell regional, del Consell general, els alcaldes dels municipis amb més de 30 000 habitants) han d'adreçar una declaració a la Comissió Nacional per a la Transparència Financera de la Vida Política (CNTFVP). Aquesta és responsable de fer un informe triennal, publicat al Diari Oficial de la República Francesa.
Els parlamentaris han de presentar una declaració a la CNTFVP. Els diputats han de presentar a l'oficina de l'Assemblea Nacional una declaració jurada que contingui la llista d'activitats professionals o d'interès general, fins i tot no remunerades, que pretenen conservar o indicar que no en tenen.

## Finançament il·legal
El finançament il·legal dels partits polítics francesos és un conjunt de pràctiques que permeten als partits polítics trobar els recursos financers fora del marc de la llei. Els anys 1990 permeteren prendre la mesura d'aquestes pràctiques il·legals durant els afers político-financers que van interessar a tots els partits polítics francesos.
El finançament dels partits polítics està subjecte a la legislació francesa que s'imposa progressivament des dels 1980 (Llei d'11 de març de 1988, la Llei de 15 de gener de 1990, Llei de 19 de gener de 1995).

### Afers concernint diversos partits polítics
- Afer dels mercats públics d'Île-de-France concernint el RPR, el PR, el PS i el PCF.